# Goatwhore
A Goatwhore egy amerikai  metal zenekar. "Blackened death metalt" (black és death metal keveréke) és thrash metalt játszanak. 1997-ben alakultak meg New Orleans-ben. Fő témák a sátánizmus, valamint a boszorkányság. Az "Apocalyptic Havoc" című daluk hallható a "Splatterhouse" videójáték 2010-es remake-jében is. Énekesük, Ben Falgoust a Soilent Green zenekar énekese is, Sammy Duet pedig az Acid Bath feloszlása után csatlakozott a Goatwhore-hoz. 2018-ban a Sepultura egyik elő-zenekaraként (az Obscura és a Fit for an Autopsy társaságában) Magyarországon is felléptek. 2019-ben bejelentették, hogy új albumon dolgoznak. Elterjedt mítosz, hogy nevüket egy unattraktív ("nem túl szép") prostituáltról kapták. Ben Falgoust egy interjúban megerősítette, hogy tényleg róla kapták a nevüket.

## Tagok
Jelenlegi tagok
- Sammy Duet – gitár, vokál (1997–)
- L. Ben Falgoust II – ének (1998–)
- Zack Simmons – dob (2004–)
- James Harvey – basszusgitár (2009-, 2014 óta szünetet tart)

Koncert tagok
- Sam "Samus" Paulicelli - basszusgitár (2009)
- Robert "Trans Am" Coleman – basszusgitár (2014–)

Volt tagok
- Ben Stout – gitár (1997–2002)
- Zak Nolan – dob (1997–2003)
- Patrick Bruders – basszusgitár (1997–2004)
- Tim Holsinger – gitár (2002–2003)
- Nathan Bergeron – basszusgitár (2004–2009)
- Jared Benoit - ének (1997)

## Diszkográfia

### Stúdióalbumok
- The Eclipse of Ages into Black (2000)
- Funeral Dirge for the Rotting Sun (2003)
- A Haunting Curse (2006)
- Carving Out the Eyes of God (2009)
- Blood for the Master (2012)
- Constricting Rage of the Merciless (2014)
- Vengeful Ascension (2017)
- Angels Hung from the Arches of Heaven (2022)

## Egyéb kiadványok
Split lemezek
- Goatwhore / Epoch of Unlight (2003)

Kislemezek
- "(Don't Need) Religion" (2011)
- "Command to Destroy" (2017)

Demók
- Serenades to the Tides of Blood (1998)